# Yannick Noah
Yannick Noah (født 18. maj 1960 i Sedan, Frankrig) er en tidligere fransk tennisspiller, der i 1983 vandt Grand Slam-turneringen French Open. Her besejrede han i finalen svenskeren Mats Wilander i tre sæt. Han vandt sammenlagt 39 ATP-turneringer, fordelt med 23 single- og 16 doubletitler.
Efter at have afsluttet sin tenniskarriere, der løb fra 1977 til 1996, har Noah gjort karriere som sanger. Han har udgivet flere album, og prøver med sin musik blandt andet at bekæmpe fattigdom i Afrika.